# Șura Mare
Șura Mare là một xã thuộc hạt Sibiu, România. Dân số thời điểm năm 2002 là 3322 người.